# Transporte aéreo presidencial de Uruguay
El Presidente de Uruguay no usa un avión presidencial específico, sino que, en cambio, vuela en aeronaves pertenecientes a la dotación de la Fuerza Aérea Uruguaya o Armada Nacional. Entre ellas se encuentran Embraer C-120 Brasilia o Lockheed C-130 Hercules y Airbus AS365 Dauphin de la Fuerza Aérea, o Bell 412 pertenecientes a la Aviación Naval Uruguaya. De esto no ser posible, Uruguay acude a los servicios de las líneas aéreas comerciales. 

## Aeronaves de ala fija

#### 1965–1981

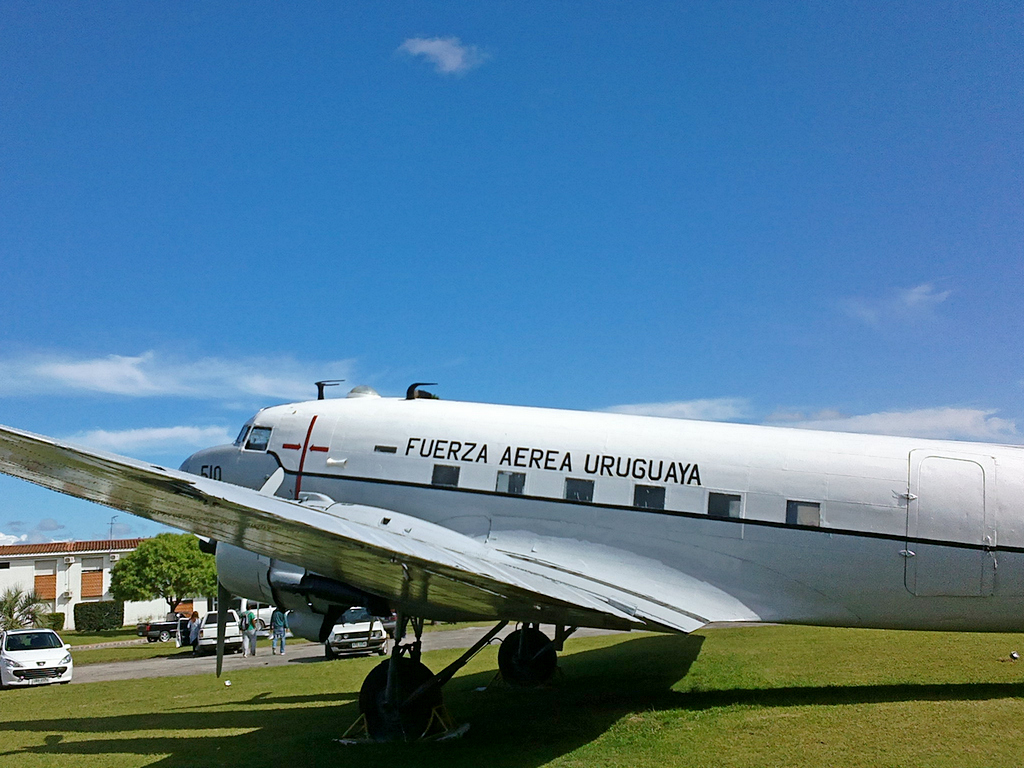
Douglas C-47A Skytrain, como muestra estática en los jardines de la Brigada Aérea I de la Fuerza Aérea Uruguaya, lindera al Aeropuerto Internacional de Carrasco.

Entre los años 1965 y 1981, el avión presidencial de Uruguay fue un Douglas C-47A Skytrain, matriculado en la Fuerza Aérea como FAU 507.

#### 1981–1988
En 1981, el entonces presidente de facto y General del Ejército Nacional, Gregorio Álvarez, utilizó un Gates Learjet 35A, adquirido por la Fuerza Aérea Uruguaya. La compra del avión se hizo con base en necesidades de entrenamiento con avanzados sistemas de navegación, pero su gran velocidad lo hizo propicio a ser utilizado como transporte VIP y como aeronave de transporte ejecutivo y de autoridades, para lo cual había sido concebida por parte de su fabricante. Dicha aeronave fue matriculada en la Fuerza Aérea como FAU 500. Posteriormente, ante dificultades económicas y como parte de un proceso de redimensionamiento de las Fuerzas Armadas tras la dictadura cívico-militar comenzada en 1973, el FAU 500 fue vendido por el presidente Julio María Sanguinetti, en 1988. 

#### 2006 - 2020
El 6 de julio de 2006, el presidente Tabaré Vázquez anunció que estaba interesado en adquirir un avión presidencial para realizar sus viajes e incluso mencionó la posibilidad de vender uno o más aviones antiguos de la Fuerza Aérea. El dinero de esta venta se usaría para comprar la nueva aeronave.Sin embargo, este anuncio condujo a una discusión del espectro político que fue laudada en un fallo favorable a nivel judicial.

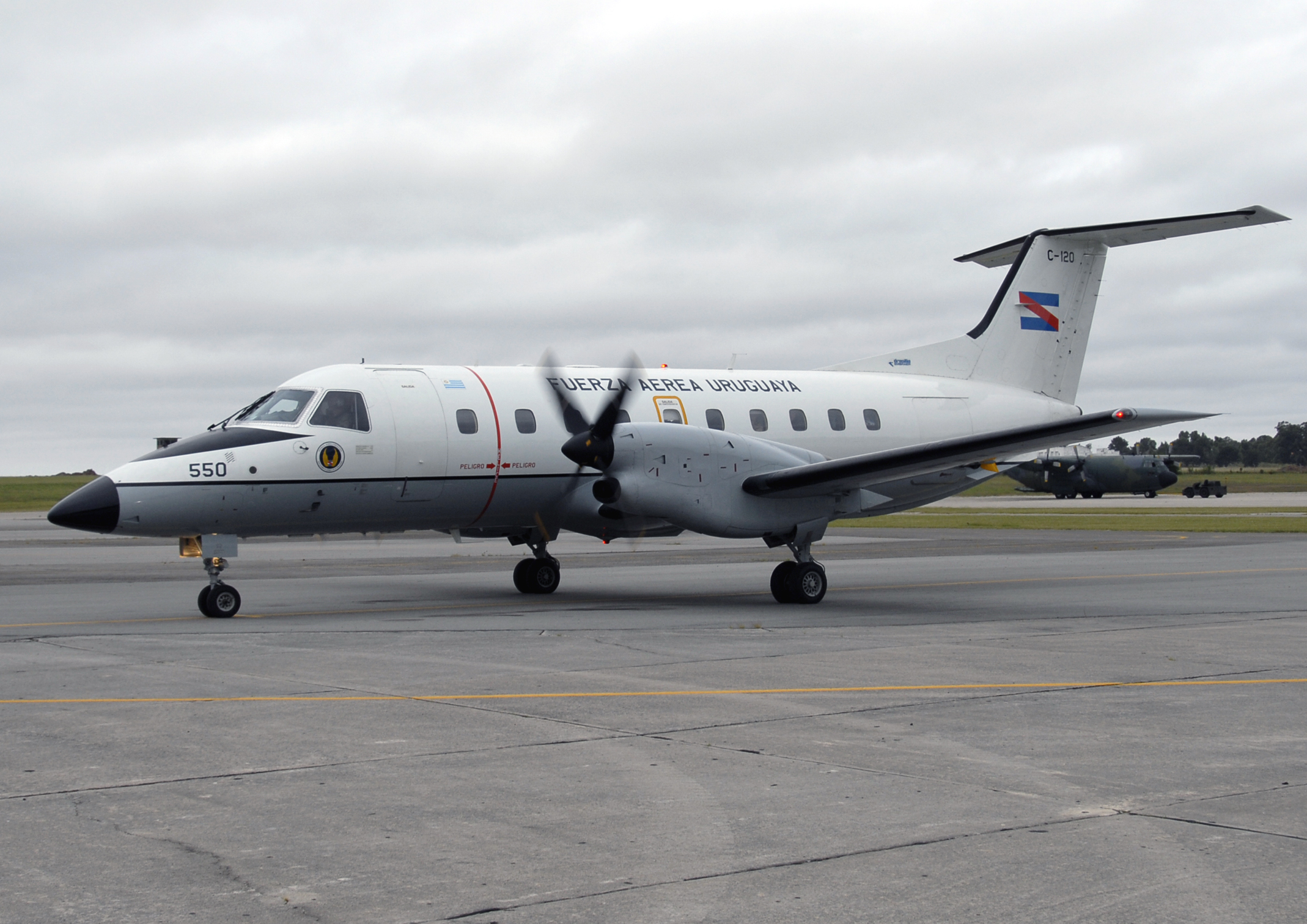
Embraer C-120 Brasilia del Escuadrón Aéreo N.° 3 (Transporte) de la Fuerza Aérea Uruguaya.

Luego, en el año 2017 y durante el segundo gobierno de Tabaré Vázquez, se adquirió un obsoleto avión de transporte ejecutivo, Hawker HS-125-700, número de serie 257071 y producido en el año 1979, el cual tendría un uso dual, entre misiones sanitarias y de traslados presidenciales. El avión arribó al país en el año 2018, y fue destinado al Escuadrón Aéreo N.° 3 (Transporte) de la Fuerza Aérea, en donde fue matriculado como FAU 500. Posteriormente e iniciado el gobierno de Luis Lacalle Pou, en marzo de 2020 se anunció que el avión sería rematado. Dicho remate tuvo lugar el jueves 5 de octubre de 2020.Su valor en el remate fue de U$S 180 000.

## Helicópteros

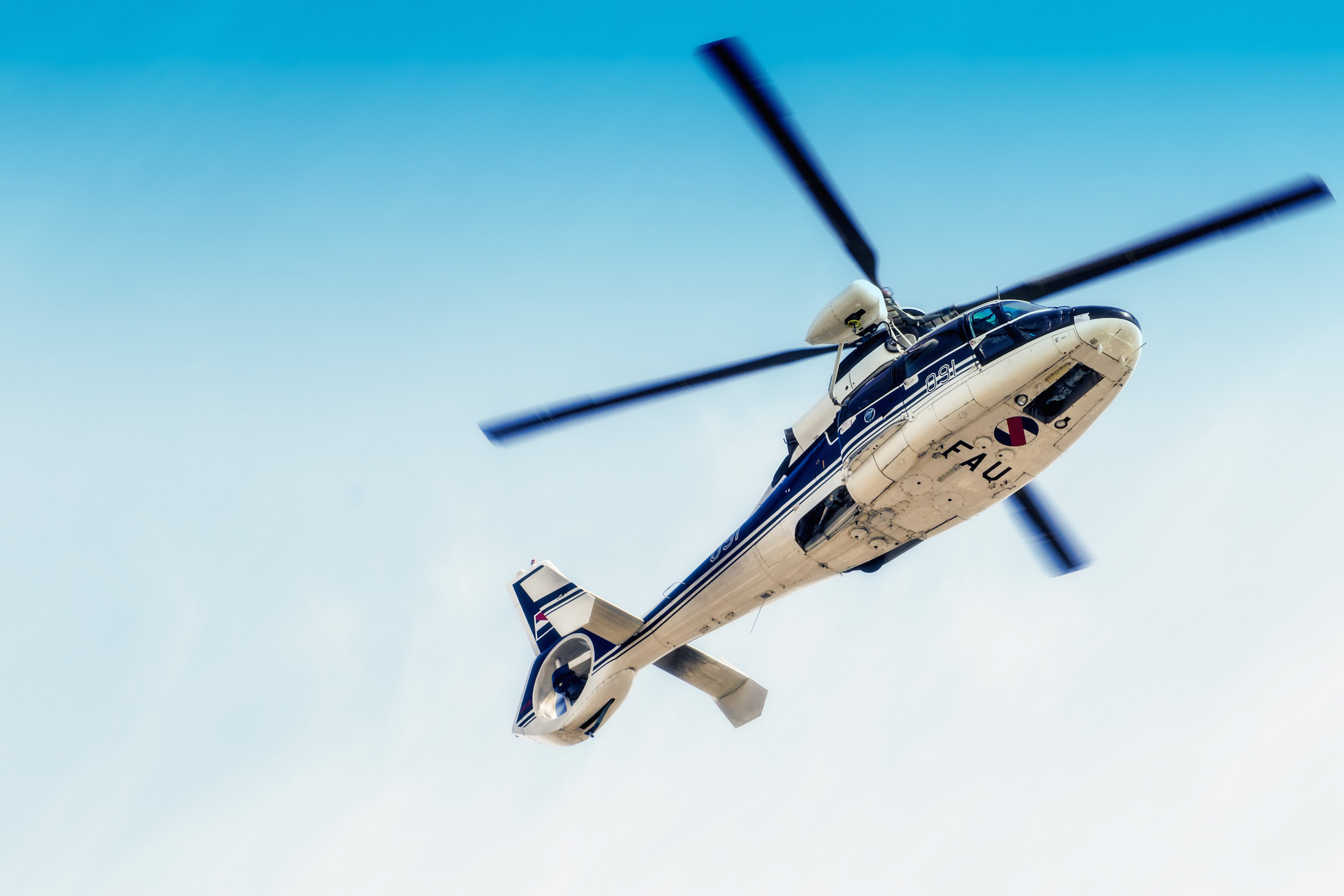
Helicóptero Dapuhin, perteneciente a la Fuerza Aérea Uruguaya, en donde es designado como AS-365.

Para vuelos de corto y mediano alcance dentro del territorio nacional, el presidente de Uruguay puede solicitar el uso de helicópteros Airbus AS-365 Dauphin, que desde el año 1998 se encuentran en servicio como parte del Escuadrón Aéreo N.º 5 (Helicópteros) de la Fuerza Aérea. Estas aeronaves de alas rotativas pueden ser fundamentalmente utilizadas en misiones sanitarias, y no se encuentran exclusivamente destinadas a las misiones de transporte de autoridades. Además, y desde su introducción en el año 2020, también tiene a su requerimiento helicópteros Bell 412, pertenecientes a la Armada Nacional.